# Thamnocharis
Thamnocharis é um género botânico pertencente à família Gesneriaceae.

## Espécie
Thamnocharis esquirolii

## Nome e referências
Thamnocharis (LÃ©vl. ) W.T.Wang